# 全白委陵菜
全白委陵菜（学名：Potentilla hololeuca）是蔷薇科委陵菜属的植物。分布在伊朗、俄罗斯以及中国大陆的新疆等地，生长于海拔3,000米至3,600米的地区，多生长在高山草甸或雪线沟边，目前尚未由人工引种栽培。